# SBB Re 421 sorozat
Az SBB Re 421 egy Bo'Bo' tengelyelrendezésű, 15 kV 16,7 Hz AC áramrendszerű villamosmozdony-sorozat. A 4700 kW teljesítményű mozdonyok legnagyobb sebessége 140 km/h. Összesen 4 db-ot gyártottak 1964-ben az SBB részére.